# En vän som du
En vän som du är ett samlingsalbum som släpptes den 1 april 2009 och är ett dubbelt samlingsalbum av Lasse Stefanz. Det består av sånger inspelade av bandet mellan 1988 och 2008.

## Låtlista
1. Ingen väg tillbaka
2. En tid av stulen lycka
3. Nyanser
4. Fyll mitt hjärta med sång
5. Det är bara du
6. Lilla fågel flyg
7. Mitt hjärta sjung
8. Sjung din sång (Mano)
9. Skymningsklockor
10. Solen havet och lyckan
11. Den gamla grinden
12. Ännu blommar kärleken
13. Kärlekens sång (Für den Frieden der Welt)
14. Mi vida loca
15. Den tid vi behöver
16. Om jag säger det är kärlek
17. En ring på ditt finger (Wrapped Around)
18. Det kommer en morgon
19. Ge mig en ros (Buy Me a Rose)
20. Ett liv med dig
21. Tomma löften, tomma ord
22. En vän som du
23. Du har solen i ditt hjärta
24. Tänk på mig ibland (Please Remember Me)
25. Vår kärlek är stark
26. Röda rosor
27. Minnen utav kärlek
28. Det ska blåsa nya vindar (Bahamas)
29. Bring it on Home to Me
30. Tio röda rosor
31. Det är samma blå ögon (The Same Eyes that Always Drove Me Crazy)
32. Av hela mitt hjärta
33. Stanna en stund
34. Dear One
35. Vi drömde många drömmar (Vi dremte mange dromme)
36. Vindarnas sång
37. More than I Can Say
38. Gula höstlöv
39. Tre röda rosor
40. Express retur

## Listplaceringar
| Lista (2009) | Topplacering |
| ------------ | ------------ |
| Sverige      | 43           |

### Fotnoter
1. ↑  Mariann Grammofon 31 mars 2009 - Nytt samlingsalbum med Lasse Stefanz[död länk]
2. ↑  ”Sweden” (på engelska). Ginza musik. Arkiverad från originalet den 26 april 2015. https://web.archive.org/web/20150426172153/http://www.ginza.se/product/lasse-stefanz/en-van-som-du-1988-2006/31649/. Läst 28 juli 2015.
3. ↑  Placering på den svenska albumlistan